# Digitální euro
Digitální euro je projekt Evropské centrální banky (ECB) ve kterém se v červenci 2021 rozhodlo o možném zavedení digitální měny centrální banky (CBDC). Cílem je vyvinout rychlý a bezpečný elektronický platební nástroj, který by doplňoval euro pro jednotlivce i podniky v jeho stávající podobě v hotovosti a na bankovních účtech a byl poskytovaný Evropským systémem centrálních bank eurozóny.
Po ukončení dvouletého vyšetřování návrhů a distribučních modelů pro digitální euro se ECB dne 18. října 2023 rozhodla vstoupit do přípravné fáze, která zahrnuje úkoly, jako je dokončení knihy pravidel a výběr poskytovatelů pro vývoj požadované platformy a infrastruktury, který by připravil půdu pro potenciální vydání digitálního eura.
ECB zvažuje zavedení digitální měny, aby snížila závislost na elektronických platebních systémech se sídlem v USA, jako jsou Visa a Mastercard, a zároveň čelila nárůstu neevropských poskytovatelů online plateb, jako je PayPal.
Podle konzervativní části českých bankovních analytiků bude digitální euro sice po zkušební fázi zavedeno, ovšem bude představovat jen doplňkový platební instrument k hotovostnímu euru.

## Historie
2. října 2020 ECB zveřejnila zprávu, která nastiňuje zavedení digitálního eura z pohledu Eurosystému. Od roku 2020 bylo ve spolupráci s Evropskou investiční bankou (EIB) spuštěno několik projektů na testování vydávání, kontroly a převodu digitální měny centrální banky, stejně jako tokenů cenných papírů a chytrých kontraktů na blockchainu.
18. října 2023 ECB oznámila, že bylo přijato rozhodnutí pokročit s přípravnou fází, včetně veřejného pilotního projektu a s cílem možného spuštění v letech 2025–2026.